# Matawan (Nueva Jersey)
Matawan es un borough ubicado en el condado de Monmouth en el estado estadounidense de Nueva Jersey. En el año 2010 tenía una población de 8,810 habitantes y una densidad poblacional de 1,420 personas por km².
Matawan es parte del Plan Estratégico de la Región de la Bahía, un esfuerzo de los nueve municipios del norte del Condado de Monmouth para revitalizar la economía de la zona, haciendo hincapié en los centros tradicionales, los densos barrios residenciales, su historia marítima y la belleza natural de la bahía Raritan.
Matawan se constituyó como municipio el 28 de junio de 1895, de porciones de Matawan Township (en la actualidad el municipio de Aberdeen), sobre la base de los resultados de un refernéndum celebrado ese día. Matawan fue ampliado con porciones del municipio de Matawan Township en 1931 y 1933, y del municipio de Madison (en la actualidad el municipio de Old Bridge) en 1939.

## Geografía
Según la Oficina del Censo de los Estados Unidos, el municipio tiene una superficie total de 2,4 millas cuadradas (6,2 km²), de los cuales, 2,3 millas cuadradas (5,9 km ²) son de tierra y 0,1 kilómetros cuadrados (0,3 km²) de la misma (5,00%) son de agua.

## Demografía[4]
Es imprescindible especificar la fuente de los datos.
Para ello, usa el parámetro "fuente".
Para más información, consulta Plantilla:Evolución demográfica/doc.
Según el censo de 2000, había 8910 personas, 3531 familias y 2376 familias que residen en el municipio. La densidad de población era de 3909,1 habitantes por milla cuadrada (1508.8/km ²). Hay 3640 unidades de vivienda en una densidad media de 616.4 por km ². La composición racial del municipio fue 82,35% blancos, 6,53% afroamericanos, 0,02% de nativos americanos, 7,99% asiáticos, 0,02% de las islas del Pacífico, 1,23% de otras razas, y 1,85% de dos o más razas. Hispanos o latinos de cualquier raza fueron 6,45% de la población.
Hubo 3531 hogares de los cuales el 30,2% tienen hijos menores de 18 años que viven con ellos, el 54,3% son parejas casadas que viven juntas, 9,1% había una mujer de familia sin marido presente, y 32,7% no son familias. 25,6% de todos los hogares están formados por personas y el 7,8% eran personas que viven solas, que tenían 65 años de edad o más. El promedio de las familias era de 2,52 y el tamaño de la familia promedio era 3,07.
En el municipio la población se extiende, con el 22,6% menores de 18 años, el 7,3% de 18 a 24, 36,4% de 25 a 44, el 23,3% de 45 a 64, y el 10,5% que fueron los 65 años de edad o más. Los de mediana de edad fueron de 36 años. Por cada 100 mujeres hay 97,6 hombres. Por cada 100 mujeres mayores de 18 años, había 95,8 hombres.
El ingreso medio para un hogar en el municipio fue de US$63,594, y el ingreso medio para una familia es US$72,183. Los hombres tenían un ingreso medio de US$51,924 frente a 37113 dólares para las mujeres. El ingreso per cápita para el municipio fue de $30,320. Aproximadamente el 3,8% de las familias y el 5,4% de la población estaba por debajo de la línea de pobreza, incluyendo un 6,9% de los menores de 18 años y 7,3% de las personas de 65 años o más.

## Gobierno

### Gobierno local
El alcalde de Matawan es Paul Buccellato. Los miembros del Consejo del Municipio de Matawan son: el presidente del Consejo Mike Cannon, Robert Bunyon, Linda Clifton, William Malley, Mendes y Kevin Bud Mullaney.
El 15 de enero de 2007 el concejal republicano Paul Buccellato fue derrotado por la alcalde DemócrataMaría Aufseeser en una elección especial el martes en Matawan.  Una nueva elección después de su enfrentamiento en noviembre pasado resultó en un empate, Buccellato ganó con el 51,15% de los votos a Aufseeser del 48,70%, según resultados no oficiales presentados en la Oficina del Secretario del Condado de Monmouth el martes por la noche. Treinta y ocho por ciento, o 2039 habitantes, participaron en la elección especial del martes.
El administrador del municipio y más alto funcionario administrativo es Fred Carr.

### Representación federal, estatal y del condado
Matawan está en el sexto Congreso de la República y forma parte del distrito de Nueva Jersey del distrito legislativo 13.
El sexto Congreso de distrito de Nueva Jersey, que abarca porciones del Condado de  Middlesex y el Condado de Monmouth, está representado por Frank Pallone. Nueva Jersey está representado en el Senado por Frank Lautenberg y Bob Menéndez.
El distrito legislativo 13 de la Legislatura de Nueva Jersey está representado en el Senado Estatal por Joseph M. Kyrillos y en la Asamblea por Amy Handlin y Samuel D. Thompson. El Gobernador de Nueva Jersey es Jon Corzine.

## Educación
Matawan es parte del distrito escolar regional Matawan-Aberdeen, junto con la comunidad vecina de Aberdeen. El distrito está compuesto por siete escuelas que son las siguientes (2004-05 inscripción con los datos del Centro Nacional de Estadísticas de Educación):

### Preescolar
- Desarrollo de Centros de Educación Cambridge Park (Preescolar, 66 estudiantes)

### Escuelas Primarias
- Barranco Drive Elementary School (Grados K-3; 431 estudiantes)
- Strathmore Elementary School (Grados K-3; 522 estudiantes)
- Cliffwood Elementary School (Grados K-3; 431 estudiantes)
- Lloyd Road Elementary School (Grados 4-5; 495 estudiantes)

### Enseñanza media
- Matawan Aberdeen Middle School (grados 6 - 8; 1016 estudiantes)

### Escuela Secundaria
- Matawan Regional High School (Grados 9 - 12, 1121 alumnos)

Las oficinas centrales del MARSD están ubicadas en el 1 Crest Way, en Aberdeen, Nueva Jersey.

## Historia

### Los ataques de tiburón de 1916
A pesar de estar a 25 km del Océano Atlántico, Matawan fue el lugar de tres ataques de tiburón el 12 de julio de 1916. Previamente había ocurrido un ataque similar en Beach Haven el 1 de julio, y otro en Spring Lake el 6 de julio.
Ejemplares de una especie desconocida, probablemente de tiburón blanco o tiburón toro, entraron al río Matawan, donde mataron a un muchacho, Lester Stillwell; un hombre, Stanley Fisher, e hirieron a otro muchacho, Joseph Dunn. Durante un lapso de dos semanas en julio, hasta 100 tiburones fueron muertos durante la caza de este tiburón conocido como el "Devorador de Hombres de Matawan". Un gran tiburón blanco, de 2.30 m de largo fue capturado y luego disecado. En él se encontraron 7 kg libras de carne humana, que apuntan a que fuese el asesino de Matawan, a pesar de que todavía no se ha demostrado si fue responsable por los ataques frente a la costa de Nueva Jersey o de los ataques de Matawan. La creencia popular es que el Gran Blanco fue responsable de los ataques en la costa y un tiburón toro fue el de los ataques en el río.
Los ataques fueron la inspiración para la película de 1975, Jaws (Tiburón), y se considera uno de los primeros ataques famosos en todo el mundo.

## Residentes notables
- Joseph D. Bedle (1821-1894), 23 Gobernador de Nueva Jersey, en el cargo de 1875-1878.[7]
- Terry Deitz (n. 1959), tercer lugar en Survivor: Panamá.[8]
- Edward P. Felt (1959-2001), pasajero a bordo del vuelo 93 de United Airlines, que se cree hizo una de las últimas llamadas al 911 antes del fatal accidente del avión.[9]
- Philip Morin Freneau (1752-1832), poeta estadounidense durante la Guerra Revolucionaria Americana.[10]
- Elmer H. Geran (1875-1964), representó a Nueva Jersey el 3 º Congreso de distrito de 1925-1927.[11]
- Delores Holmes (n. 1946), cantante de soul.[12]
- Jim Jeffcoat (n. 1961), jugador de fútbol americano profesional para los vaqueros de Dallas y los Buffalo Bills de 1983 a 1997.[13]
- Richard Reines, ejecutivo de la industria de grabación, que es copropietario de Drive-Thru Records, un sello discográfico especializado principalmente en la música pop punk.[14]
- William H. Sutphin (1887-1972) representa al 3.er distrito en el Congreso de Nueva Jersey de 1931-1943, y fue alcalde de Matawan de 1915-1916 y 1921-1926.[15]

## Comunidad
Matawan fue clasificado por la revista BusinessWeek, en el número 12 en la nación en su lista de "Los 50 Mejores Lugares para criar a sus hijos", en noviembre de 2007.